# Haitianisch-schweizerische Beziehungen
Die haitianisch-schweizerischen Beziehungen beschreiben das bilaterale Verhältnis zwischen der Republik Haiti einerseits und der Schweizerischen Eidgenossenschaft andererseits.
Die Schweiz erkannte die 1804 erlangte Unabhängigkeit Haitis als der ersten schwarzen Republik umgehend an.
In neuerer Zeit hatte sich die Schweiz nicht an Maßnahmen der internationalen Gemeinschaft zur Förderung der Demokratie und inneren Stabilität in Haiti durch militärische oder Polizeimissionen beteiligt, sondern den Karibikstaat zu einem prioritäten Zielland ihrer Entwicklungszusammenarbeit gemacht, um die Lebensbedingungen der Bevölkerung zu verbessern und damit die Durchsetzungs- und Handlungsfähigkeit der staatlichen Strukturen zu fördern. Angesichts der Krise in Haiti seit 2018 wurden die langfristigen Projekte im Jahr 2024 beendet; die Maßnahmen der humanitären Hilfe wurden fortgesetzt.

## Offizielle Beziehungen
Haiti und die Schweiz nahmen im 19. Jahrhundert diplomatische Beziehungen auf. Bereits von 1874 bis 1883 unterhielt Haiti eine konsularische Vertretung in La Chaux-de-Fonds im Kanton Neuenburg. Seit 1934 unterhält Haiti wieder eine konsularische Vertretung in der Schweiz, während die Schweiz 1935 einen Honorarkonsul in Haiti bestellte.
Während des Zweiten Weltkriegs trat die Schweiz in Haiti als Schutzmacht für das Deutsche Reich, die Vichy-Regierung im besetzten Frankreich und für Italien auf. Umgekehrt wurde Haiti in diesen Staaten durch die Schweiz vertreten.
Die Botschafter der Schweiz in Kuba und Panama waren zeitweise in Haiti nebenakkreditiert. Von 2011 bis 2023 wurde die schweizer konsularische Vertretung in Haiti (1935 Honorarkonsul, 1959 Konsulat, 2006 Generalkonsulat) zu einer Botschaft aufgewertet. Seitdem ist die Botschaft der Schweiz in der Dominkanischen Republik mit für Hait zuständig. Es verblieb ein Büro der Direktion für Entwicklung und Zusammenarbeit (DEZA) in Port-au-Prince.
Der Botschafter Haitis in Frankreich ist in der Schweiz nebenakkreditiert.
Beide Länder gehören der Welthandelsorganisation und den Vereinten Nationen (UN) mit ihren Sonderorganisationen an. Haiti ist Mitglied der Organisation Amerikanischer Staaten (OAS), bei der die Schweiz den Status eines ständigen Beobachters hat. Haiti ist Vollmitglied der Karibischen Gemeinschaft (CARICOM), bei der die Schweiz einen Drittlandstatus innehat und ihr Botschafter in Venezuela akkreditiert ist. Ferner sind beide Länder Mitglied der Internationalen Organisation der Frankophonie.
Folgende Verträge wurden bilateral abgeschlossen:
- 1936: Vorläufiges Handelsabkommen
- 1994: Abkommen über einen nicht rückzahlbaren Beitrag der Schweizerischen Eidgenossenschaft zur Begleichung der Zahlungsrückstände Haitis gegenüber dem Internationalen Währungsfonds, der Weltbank und der Interamerikanischen Entwicklungsbank
- 1996: Abkommen über eine Zahlungsbilanzhilfe im Rahmen eines Strukturanpassungsprogramms
- 2014: Rahmenabkommen über die Entwicklungszusammenarbeit und die humanitäre Hilfe

Wesentliche Bereiche der Schweizer Entwicklungszusammenarbeit lagen in der Rechtsstaatlichkeit, Regierungsführung, Landwirtschaft, Ernährungssicherheit und der Verringerung der von Naturkatastrophen ausgehenden Gefahren. Die bilaterale Entwicklungszusammenarbeit und die humanitäre Hilfe der Schweiz unterstützten Haiti mit durchschnittlich 17,6 Mio. Franken pro Jahr. Zahlreiche Schweizer Nichtregierungsorganisationen (unter anderem Helvetas, das Hilfswerk der Evangelisch-reformierten Kirche Schweiz und das Schweizerische Rote Kreuz) sind in Haiti tätig; 20 davon haben sich in der Plattform „Haiti in der Schweiz“ zusammengeschlossen. Die schweizer Botschafterin Rita Hämmerli-Weschke betonte im Februar 2024, dass Haiti trotz der Suspendierung der Entwicklungszusammenarbeit für die Schweiz ein prioritäres Land der Zusammenarbeit bleiben werde.
Angesichts der stark verschlechterten Sicherheitslage in Haiti riet das Außenministerium in Bern von Reisen dorthin ab,

## Geschichte
Der extrem ungleich verteilte Wohlstand in Haiti (etwa 3 Prozent der Haitianer, die sogenannten „Bourgoisie“, besitzt mehr Vermögen als der Rest der Bevölkerung; der Gini-Koeffizient liegt bei 41), brachte große Einlagen der haitianischen Eliten auf Schweizer Banken mit sich, die öffentlich kritisiert wurden. Nach dem Ende der Duvalier-Diktatur im Jahr 1986 erhob der haitianische Staat Anspruch auf die Gelder des Clans und stellte ein Rechtshilfeersuchen. Der Bundesrat beschloss 2002, die Vermögenswerte von Jean-Claude Duvalier und Personen aus seinem Umfeld zu blockieren. Das entstandene Politikum war unter anderem Gegenstand eines Blitzbesuchs, den die schweizer Außenministerin Micheline Calmy-Rey im Jahr 2010 in Haiti absolvierte und bei dem sie die Angelegenheit mit dem haitianischen Präsident René Préval besprach. Der Widerspruch von Duvalier wurde schließlich im Jahr 2013 vom Bundesverwaltungsgericht St. Gallen abgewiesen.
Im Oktober 2014 wurde die Botschafterin der Schweiz, Edita Vokral, von Außenminister Duly Brutus im Rahmen eines Empfangs in Port-au-Prince verabschiedet. Vokral war die erste Botschafterin der Eidgenossenschaft in Haiti und erlebte das verheerende Erdbeben des Jahres 2010 mit. Brutus betonte, dass Vokral insbesondere am Zustandekommen des Rahmenabkommens über die Entwicklungszusammenarbeit und die humanitäre Hilfe beteiligt war und sie damit entscheidend zu einem neuen Kapitel in der Geschichte der bilateralen Beziehungen beigetragen habe.
Der Schweizer Bundesrat trug nach dem Erdbeben 2010 mit dem Betrag von 20 Mio. Franken zu den internationalen Hildsmaßnahmen bei. Nach dem Hurrikan Matthew im Jahr 2016 waren es 12 Mio. Franken, mit denen die Schweiz humanitär half.
Im September 2018 empfing der haitianische Präsident Jovenel Moïse die neue Schweizer Botschafterin Geneviève Federspiel Singh zur Überreichung des Beglaubigungsschreibens. Die Botschafterin sagte die Fortsetzung der Förderung landwirtschaftlicher Strukturen vor allem im Süden des Landes zu und legte auch Wert auf eine Intensivierung des kuturellen Austausches.
Im Juli 2020 wurden zwei bilaterale Abkommen zur Stärkung des Agrarsektors in Haiti paraphiert. Diese bezogen sich auf ein Programm zur territorialen Steuerung der agroforstwirtschaftlichen Wertschöpfungsketten Kakao und Yamswurzel im Süden Haitis und ein Programm zur Unterstützung einer ganzheitlichen landwirtschaftlichen Verwaltung.